# Melrose (Escòcia)
Melrose (gaèlic escocès: Maolros, "bald moor")és una localitat que està situada al consell dels Scottish Borders, a Escòcia (Regne Unit), amb una població estimada a mitjan 2016 de 2510 habitants.
Està situada al sud-est d'Escòcia, prop de la costa de la mar del Nord i de la frontera amb Anglaterra.
Hi podem trobar l'abadia de Melrose, una abadia parcialment en ruïnes de l'orde del Cister fundada l'any 1136 per monjos cistercencs a petició del rei David I d'Escòcia '. El 2019 el lloc va rebre 61.325 visitants.
Melrose és el lloc de naixement del Rugby a 7 i també té un equip de rugbi, el Melrose RFC. El rugbi sempre ha estat l'esport més popular a Melrose.

## Galeria

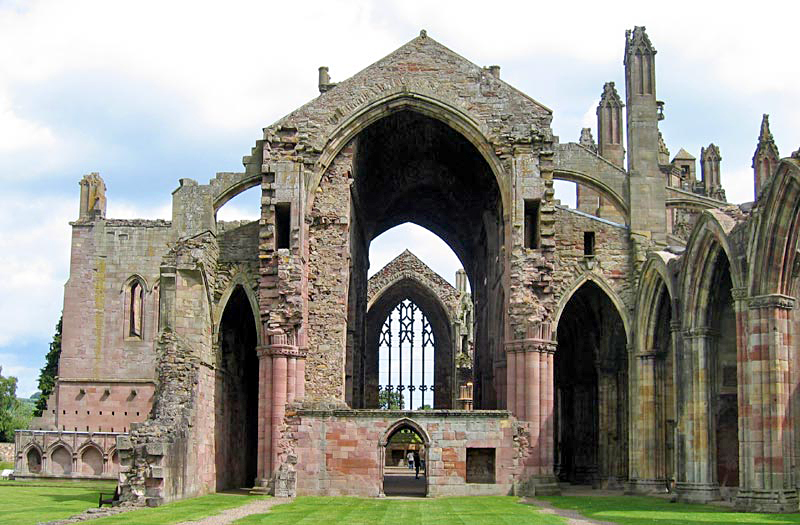
Abadia de Melrose
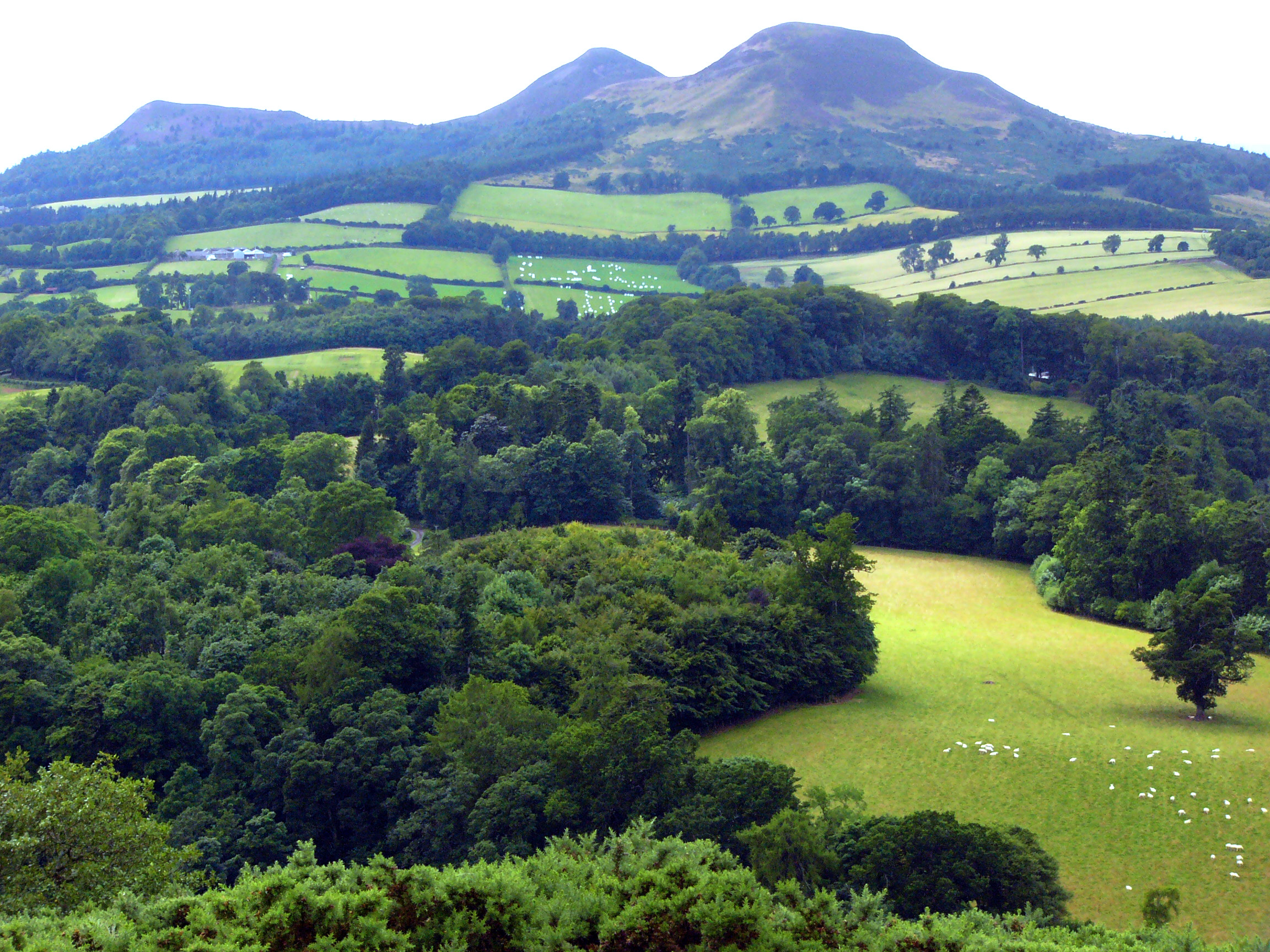
Eildon Hills
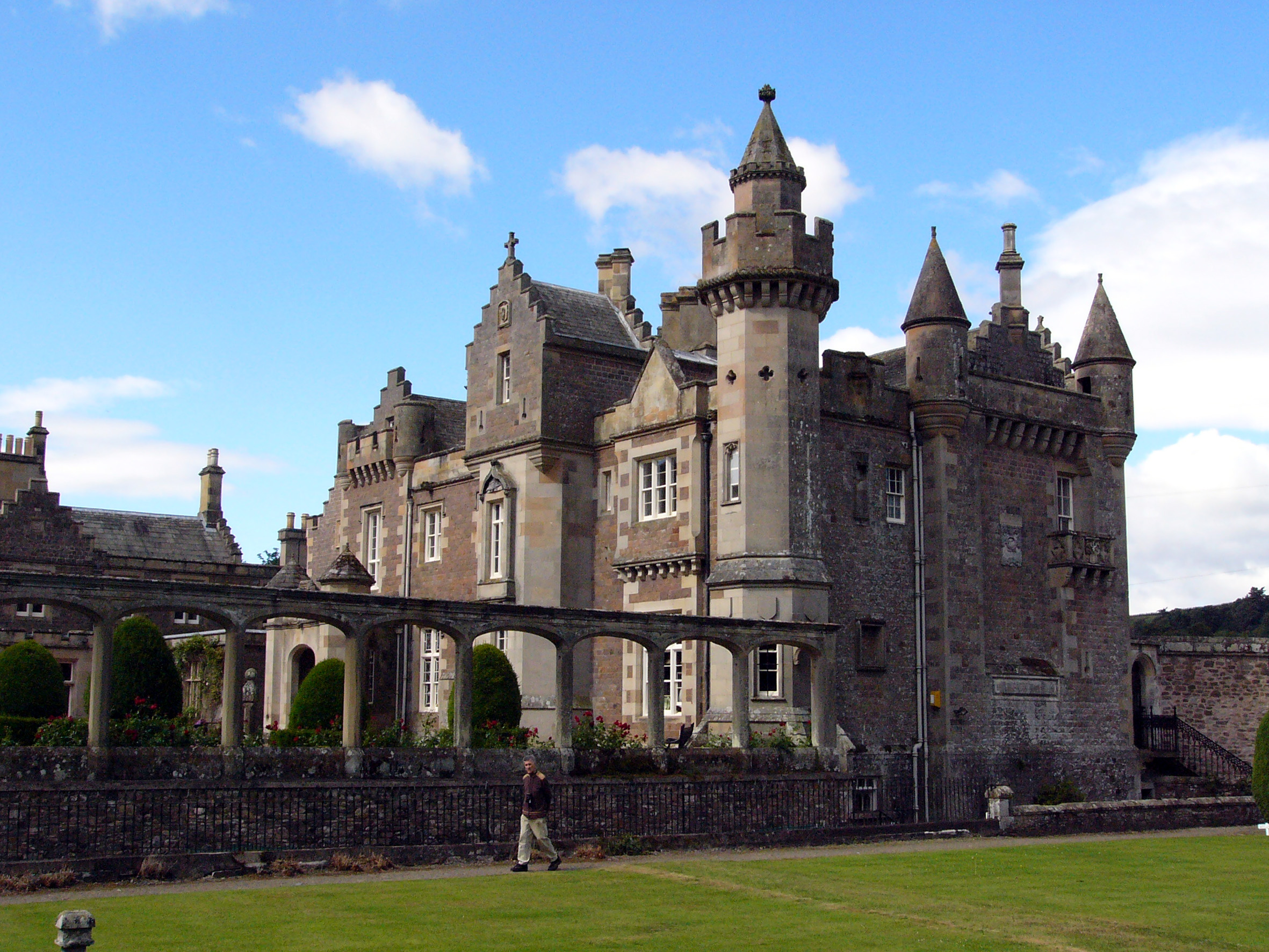
Abbotsford
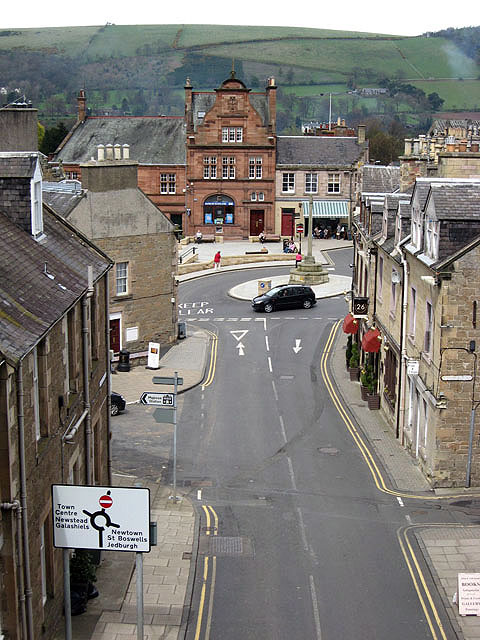
Market Square
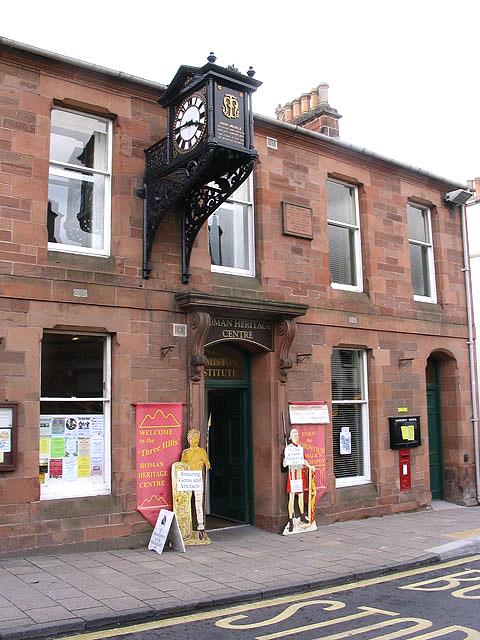
The Roman Heritage Centre